# 本多政行

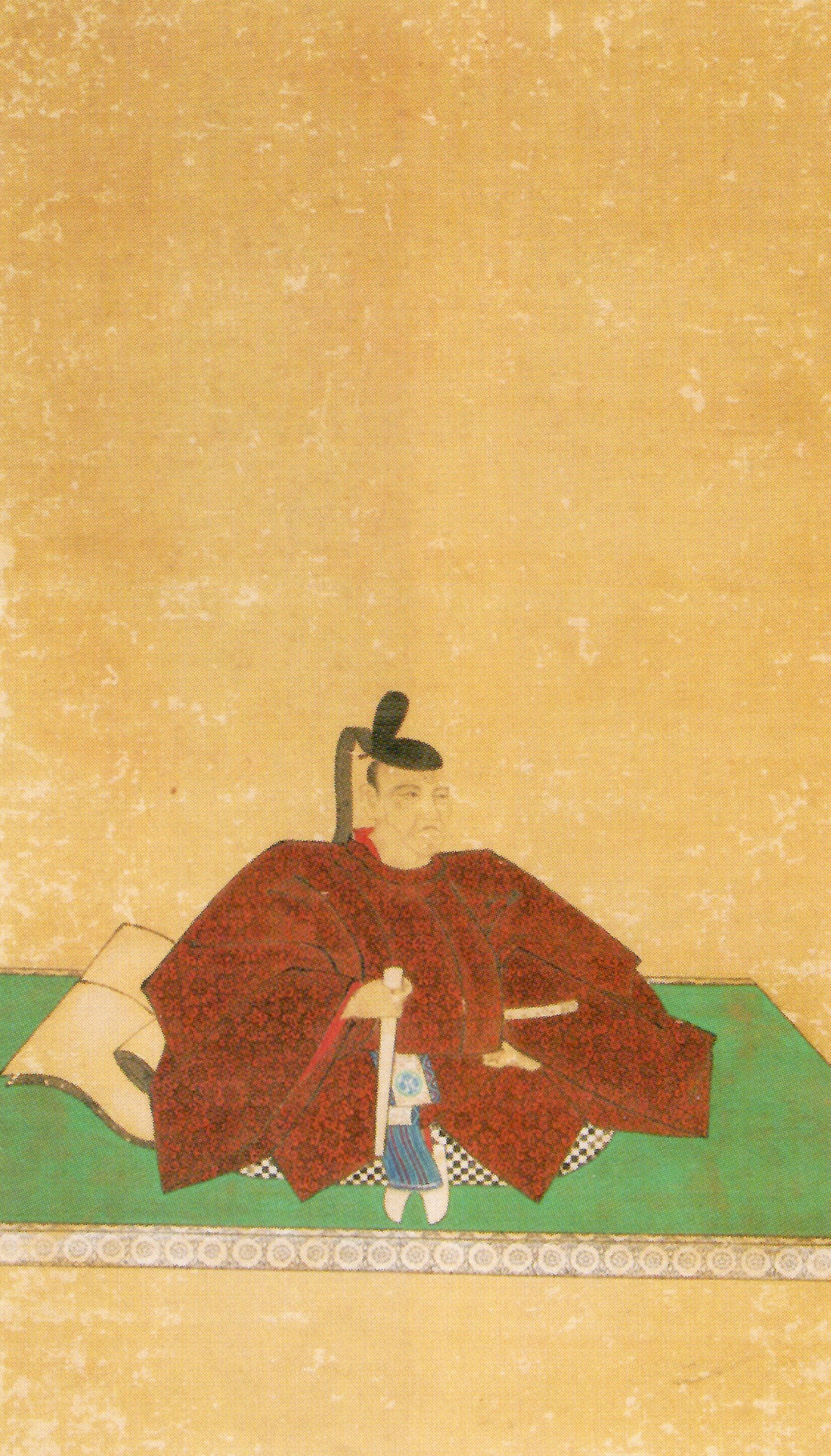
本多政行

本多 政行 （ほんだ まさゆき、享保13年11月14日（1728年12月14日）- 寛政9年11月23日（1798年1月9日）） は、加賀藩の年寄、加賀八家本多家第6代当主。
父は第2代当主本多政長の四男政冬。養父は本多政昌。正室は横山貴林の娘。子は本多政成、本多政房、多賀正直室、前田主計室、西尾明義室。官位は従五位下・安房守、遠江守。

## 生涯
享保13年（1728年）11月14日、本多家第2代当主政長の四男政冬の子として金沢に生まれる。延享5年（1748年）、養父政昌の死去により家督と5万石の知行を相続する。寛延元年（1748年）12月、従五位下・安房守に叙任。宝暦3年（1753年）、藩主前田重靖の家督相続の御礼言上の際に、江戸城で将軍徳川家重に拝謁する。宝暦6年（1756年）、安房守を遠江守と改める。宝暦7年（1757年）、金沢城代となる。宝暦12年（1762年）、安房守に復す。寛政8年（1796年）2月、隠居して家督を嫡男の政成に譲る。寛政9年（1797年）11月23日没。政房は一族の旗本・本多政寛の婿養子となった。